# Arthur Gundaccar von Suttner
Arthur Gundaccar von Suttner (ur. 21 lutego 1850 w Schloss Harmannsdorf, Dolna Austria, zm. 10 grudnia 1902) – austriacki baron, pisarz, był żonaty z Berthą Kinsky von Wchinitz und Tettau, sekretarką Alfreda Nobla (i późniejszą laureatką Pokojowej Nagrody Nobla). 
Najmłodszy syn w rodzinie von Suttnerów. W 1873 zaręczył się z zubożałą hrabianką Berthą Kinsky, która pracowała jako guwernantka u Suttnerów. Mimo sprzeciwu rodziny, poślubił ją potajemnie trzy lata później, gdy pracowała jako paryska sekretarka i gosposia Alfreda Nobla. Po ślubie oboje wyjechali do Gruzji. Podczas pobytu tam wraz z żoną przetłumaczył gruziński epos narodowy Rycerz w tygrysiej skórze poety Szoty Rustawelego.